# غبي (ميانكوه)
غبي (بالفارسية: گپی) هي قرية تقع في إيران في Miankuh Rural District. يقدر عدد سكانها بـ 153 نسمة .